# Pasquale
Pasquale  è un nome proprio di persona italiano maschile.

## Varianti
- Maschili: Pascasio[4][5]
  - Alterati: Pasqualino[1][2][5][6]
  - Ipocoristici: Lino
- Femminili: Pasquala[5], Pascasia[4][5]
  - Alterati: Pasqualina[5][7]
  - Ipocoristici: Lina

### Varianti in altre lingue
- Albanese: Paskali, Pashk
- Basco: Paskal[8], Bazkoare[8], Paskasi[8]
- Bulgaro: Паскал (Paskal)[2]
- Catalano: Pasqual[8], Pascasi[8]
- Ceco: Paschal
- Cornico: Pasco[2]
- Croato: Paškal[2], Paško[2]
- Francese: Pascal[2], Paschal[2]
  - Femminili: Pascale[7]
  - Alterati femminili: Pascaline[7]
- Galiziano: Pascoal[8]
- Greco antico: Πασχάσιος (Paschasios)[4][5]
- Inglese: Pascal, Paschal
- Irlandese: Pascal
- Latino: Paschalis[1][2][5][6], Pasqualis[5][6], Paschasius[5][9]
  - Femminili: Paschasia[9]
- Lituano: Paskalis
- Macedone: Паскал (Paskal)[2]
- Olandese: Pascal[2]
- Polacco: Paschalis
- Portoghese: Pascoal
- Russo: Пасхалий (Paschalij)
- Serbo: Paskalj
- Slovacco: Paschál
- Sloveno: Pashal
- Spagnolo: Pascual[7][8], Pascasio[8]
  - Femminili: Pascuala[7]
- Svedese: Pascalis, Påske
- Tedesco: Pascal[2]
- Ucraino: Пасхалій (Paschalij)
- Ungherese: Paszkál

## Origine e diffusione

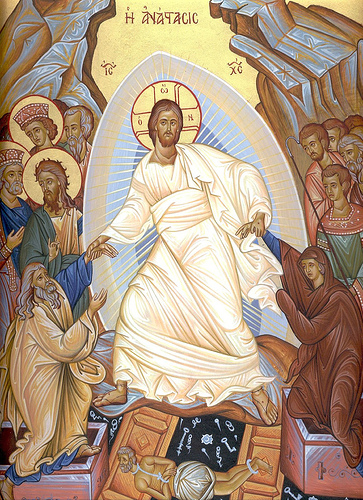
Icona della resurrezione di Cristo, tema centrale della Pasqua

Nome marcatamente cristiano, deriva dal latino Paschalis, che significa "di Pasqua", "pertinente alla Pasqua", "consacrato alla Pasqua".
In alcuni casi, il nome viene dato ai bambini nati il giorno di Pasqua o nel periodo pasquale (analogamente al nome Pasqua, che richiama sempre questa festività), ma parte della sua diffusione è dovuta anche al culto di vari santi così chiamati.
Secondo una stima del 2000 è il ventiduesimo nome maschile più diffuso in Italia nel XX secolo; è attestato soprattutto nel Sud Italia, ma è presente anche nel resto della penisola, principalmente per via dell'immigrazione interna. Anticamente, il nome era scritto nella forma Paschasius, derivata dal greco Πασχάσιος (Paschasios), comune nelle iscrizioni cristiane di Roma, che venne poi sostituita da Paschalis; da questa forma deriva la variante "Pascasio", molto rara e accentrata nel Sud continentale, dove riflette il culto di un santo abate di Montevergine.
È assai diffuso anche come cognome, nella forma "Pasquali" e in diverse altre.

## Onomastico
L'onomastico si può festeggiare in una qualsiasi delle date seguenti:
- Il giorno di Pasqua
- 11 febbraio, san Pasquale I, papa[11]
- 26 febbraio, san Pasquale, martire ad Anversa[11]
- 26 aprile, san Pascasio Radberto, abate[8]
- 17 maggio, san Pasquale Baylón, religioso francescano[8][11]
- 24 luglio, beato Pasquale Alaez Medina, religioso e martire a Pozuelo de Alarcón[11]
- 4 settembre, beato Giuseppe Pasquale Carda Saporta, sacerdote e martire a Oropesa[11]
- 6 settembre, beato Pasquale Torres Lloret, padre di famiglia e martire a Carcagente[11]
- 8 settembre, beato Pasquale Fortuno Almela, sacerdote e martire a Castellón de la Plana[11]
- 15 settembre, beato Pasquale Penades Jornet, sacerdote e martire a La Llosa de Ranes[11]

## Persone
- Pasquale I, papa e santo
- Pasquale II, papa

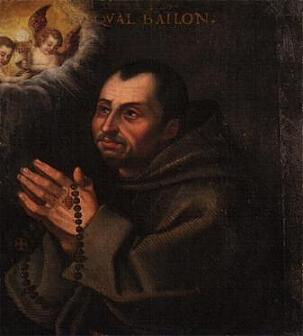
San Pasquale Baylon

- Pasquale Anfossi, compositore e violinista italiano
- Pasquale Baylón, religioso e santo spagnolo
- Pasquale Atenolfi, patriota e politico italiano
- Pasquale Bruno, calciatore italiano
- Pasquale Festa Campanile, regista, sceneggiatore e scrittore italiano
- Pasquale Foggia, calciatore italiano
- Pasquale Galluppin filosofo italiano
- Pasquale Landi, chirurgo italiano
- Pasquale Malipiero, doge veneziano
- Pasquale Malaspina, nobile italiano
- Pasquale Panella, poeta, scrittore e paroliere italiano
- Pasquale Paoli, politico e militare italiano
- Pasquale Revoltella, imprenditore ed economista italiano
- Pasquale Squitieri, regista italiano
- Pasquale Tridico, economista italiano
- Pasquale Villari, storico e politico italiano

### Variante Pascual
- Pascual de Andagoya, condottiero spagnolo
- Pascual Cervera y Topete, ammiraglio spagnolo
- Pascual Orozco, rivoluzionario messicano

### Variante Pascal

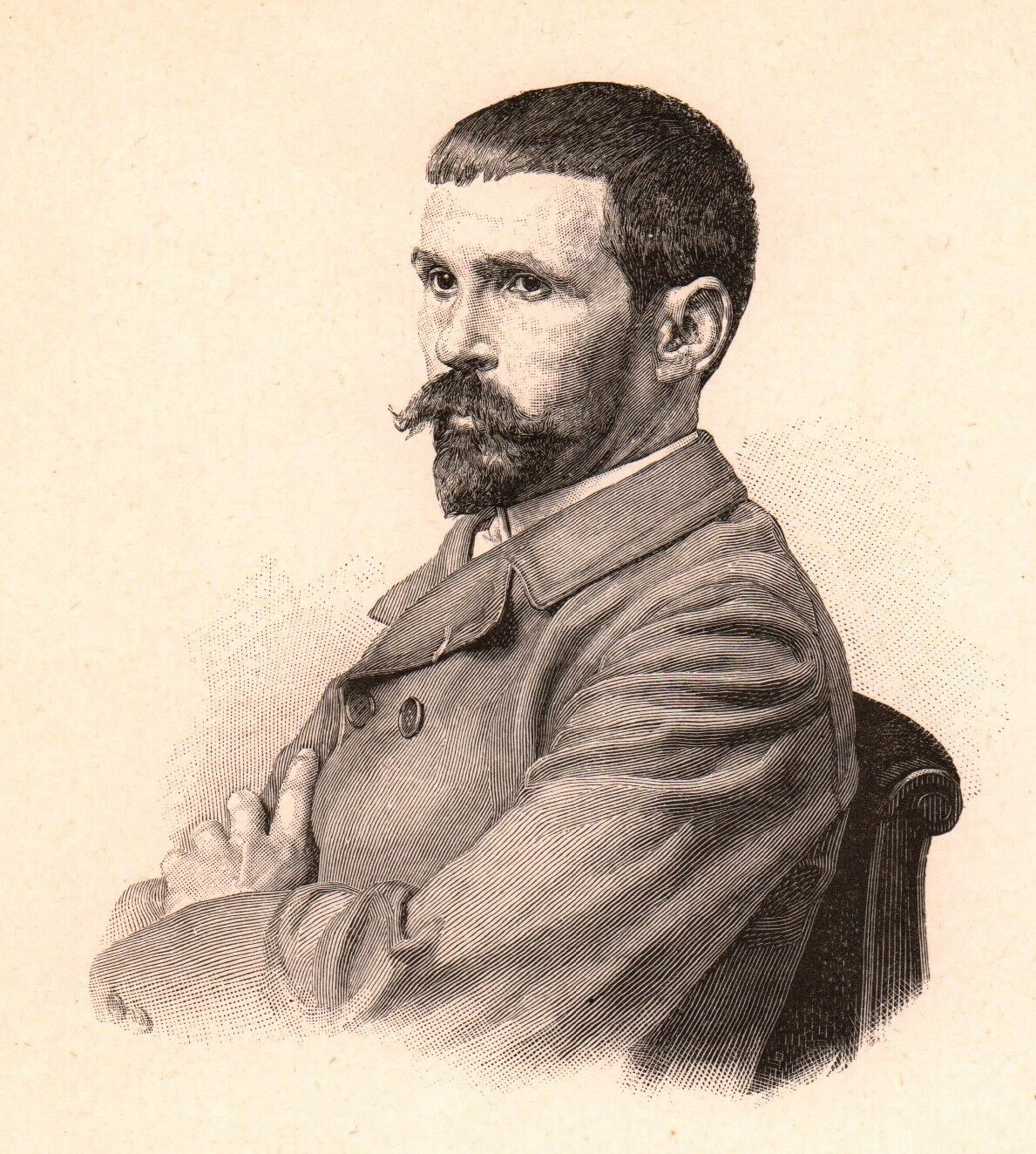
Pascal Dagnan-Bouveret

- Pascal Chimbonda, calciatore francese
- Pascal Couchepin, politico svizzero
- Pascal Cygan, calciatore francese
- Pascal Dagnan-Bouveret, pittore francese
- Pascal de Duve, scrittore belga
- Pascal Dusapin, compositore francese
- Pascal Fabre, pilota automobilistico francese
- Pascal Françaix, scrittore francese
- Pascal Hervé, ciclista su strada francese
- Pascal Lino, ciclista su strada e pistard frances
- Pascal Lissouba, politico della Repubblica del Congo
- Pascal Mercier, scrittore svizzero
- Pascal Quignard, scrittore e saggista francese
- Pascal Simpson, calciatore e allenatore di calcio svedese
- Pascal Wehrlein, pilota automobilistico tedesco

### Variante Pasqualino
- Pasqualino Abeti, atleta italiano

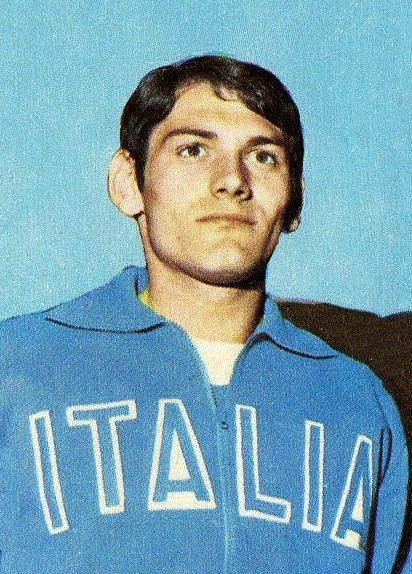
Pasqualino Abeti

- Pasqualino Borsellino, calciatore e allenatore di calcio italiano
- Pasqualino De Santis, direttore della fotografia italiano
- Pasqualino di Niccolò, pittore italiano

### Variante Pascasio
- Pascasio, vescovo di Alatri

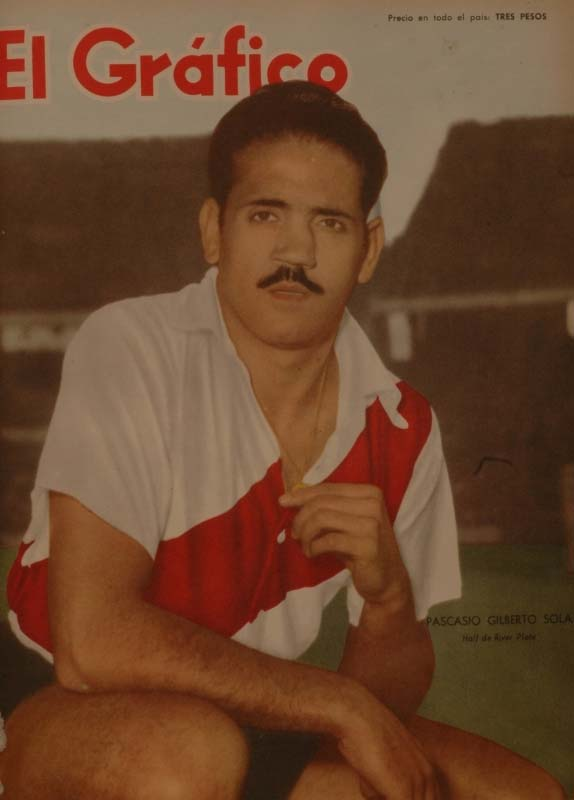
Pascasio Sola

- Pascasio di Arles, arcivescovo cattolico francese
- Pascasio di Gallignana, vescovo cattolico italiano
- Pascasio Giannetti, filosofo italiano
- Pascasio Radberto, abate, teologo e santo francese
- Pascasio Sola, calciatore argentino

### Altre varianti maschili
- Pasqual Maragall i Mira, politico spagnolo

### Variante femminile Pascale

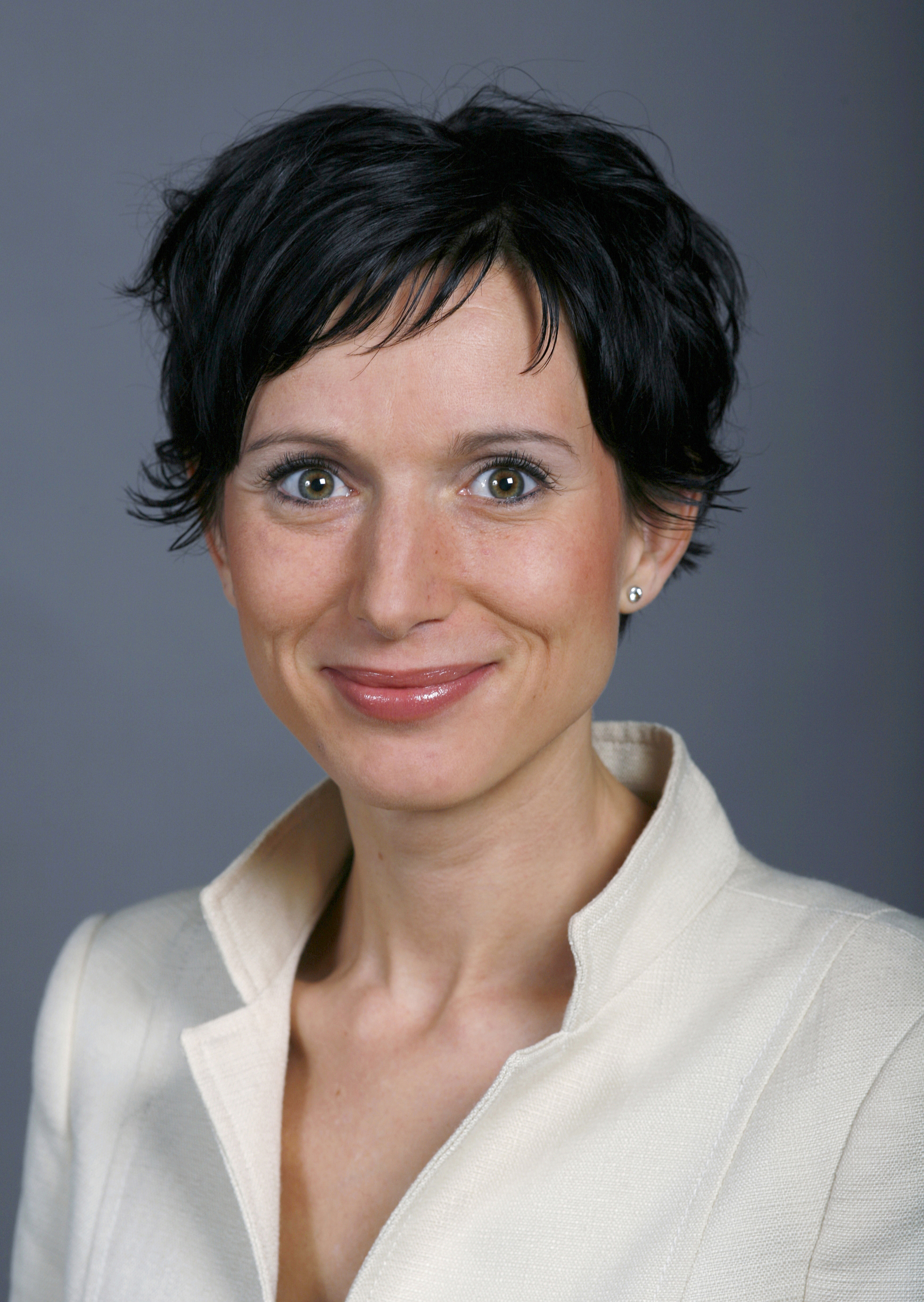
Pascale Bruderer

- Pascale Bruderer, politica svizzera
- Pascale Bussières, attrice canadese
- Pascale Michaud, attrice francese
- Pascale Ogier, attrice francese
- Pascale Paradis, tennista francese
- Pascale Petit, attrice francese
- Pascale Reynaud, attrice francese
- Pascale Taurua, modella francese
- Pascale Trinquet-Hachin, schermitrice francese
- Pascale Vignaux, schermitrice francese

### Altre varianti femminili
- Pascalina Lehnert, religiosa tedesca
- Pasqualina Napoletano, politica italiana

## Il nome nelle arti
- Don Pasquale e Olivo e Pasquale sono due opere del compositore lombardo Gaetano Donizetti.
- La famiglia di Pascual Duarte (titolo originale La familia de Pascual Duarte) è un romanzo di Camilo José Cela.
- Pasquale Cimmaruta è un personaggio della commedia di Eduardo De Filippo Le voci di dentro.
- Pasqualino Cupiello è un personaggio della commedia di Eduardo De Filippo Natale in casa Cupiello.
- Pasquale Lojacono è un personaggio della commedia di Eduardo De Filippo Questi fantasmi!.
- Don Pasquale Catone è un personaggio della commedia di Eduardo Scarpetta Un turco napoletano (titolo originale Nu turco napulitano) e dell'omonimo film diretto da Mario Mattoli.
- Pasquale il fotografo è un personaggio della commedia di Eduardo Scarpetta Miseria e nobiltà e dell'omonimo film diretto da Mario Mattoli.
- Pasquale Frafuso è il protagonista del film Pasqualino Settebellezze, diretto da Lina Wertmüller.
- Pasquale è uno dei tre personaggi principali interpretati da Carlo Verdone nel film Bianco rosso e Verdone, da lui stesso diretto.
- Pasquale Picone è il nome completo del personaggio che dà il titolo al film Mi manda Picone, diretto da Nanni Loy.
- Vari personaggi cinematografici interpretati da Lino Banfi avevano tale nome: Pasquale Zagaria (vero nome anagrafico dell'attore) ne Il brigadiere Pasquale Zagaria ama la mamma e la polizia e in Al bar dello sport, nonché Pasquale Baudaffi in Vieni avanti cretino; anche in una breve scena di quest'ultimo film, il personaggio di Baudaffi viene erroneamente scambiato per un certo Pasquale Zagaria da un sacerdote.
- Pasqualino Maraja è una canzone di Domenico Modugno.
- Un noto sketch comico di Totò con la spalla Mario Castellani era incentrato su un certo Pasquale, personaggio nominato che non compariva mai.